# NS 8700
De serie NS 8700 was een serie stoomlocomotieven van het model tenderlocomotief van de Nederlandse Spoorwegen (NS).
Voor het zwaarder wordende rangeerwerk kreeg NS behoefte aan een sterker model rangeerlocomotief dan de series NS 8100 (ex - Staatsspoorwegen) en NS 8200 (ex - HSM). In 1922 werden 25 door Berliner Maschinenbau (voorheen L. Schwartzkopff) in Berlijn gebouwde locomotieven afgeleverd als NS 8701-8725. In 1929 en 1930 bouwde Werkspoor in Amsterdam vijftien locomotieven 8726-8740, die op een aantal punten afweken van de voorgangers.
Tijdens de Tweede Wereldoorlog werden vijftien locomotieven naar Duitsland weggevoerd, waarvan de 8723 en 8735 niet terugkeerden en als vermist werden opgegeven. Tussen 1947 en 1957 werden de locomotieven buiten dienst gesteld. Er is geen exemplaar bewaard gebleven.
| Fabrikant             | Fabrieksnummers | NS nummers | Aflevering | Bijzonderheden |
| --------------------- | --------------- | ---------- | ---------- | -------------- |
| Berliner Maschinenbau | 7883-7907       | 8701-8725  | 1922       |                |
| Werkspoor             | 576-585         | 8726-8735  | 1929       |                |
| Werkspoor             | 602-606         | 8736-8740  | 1930       |                |

## Afbeeldingen

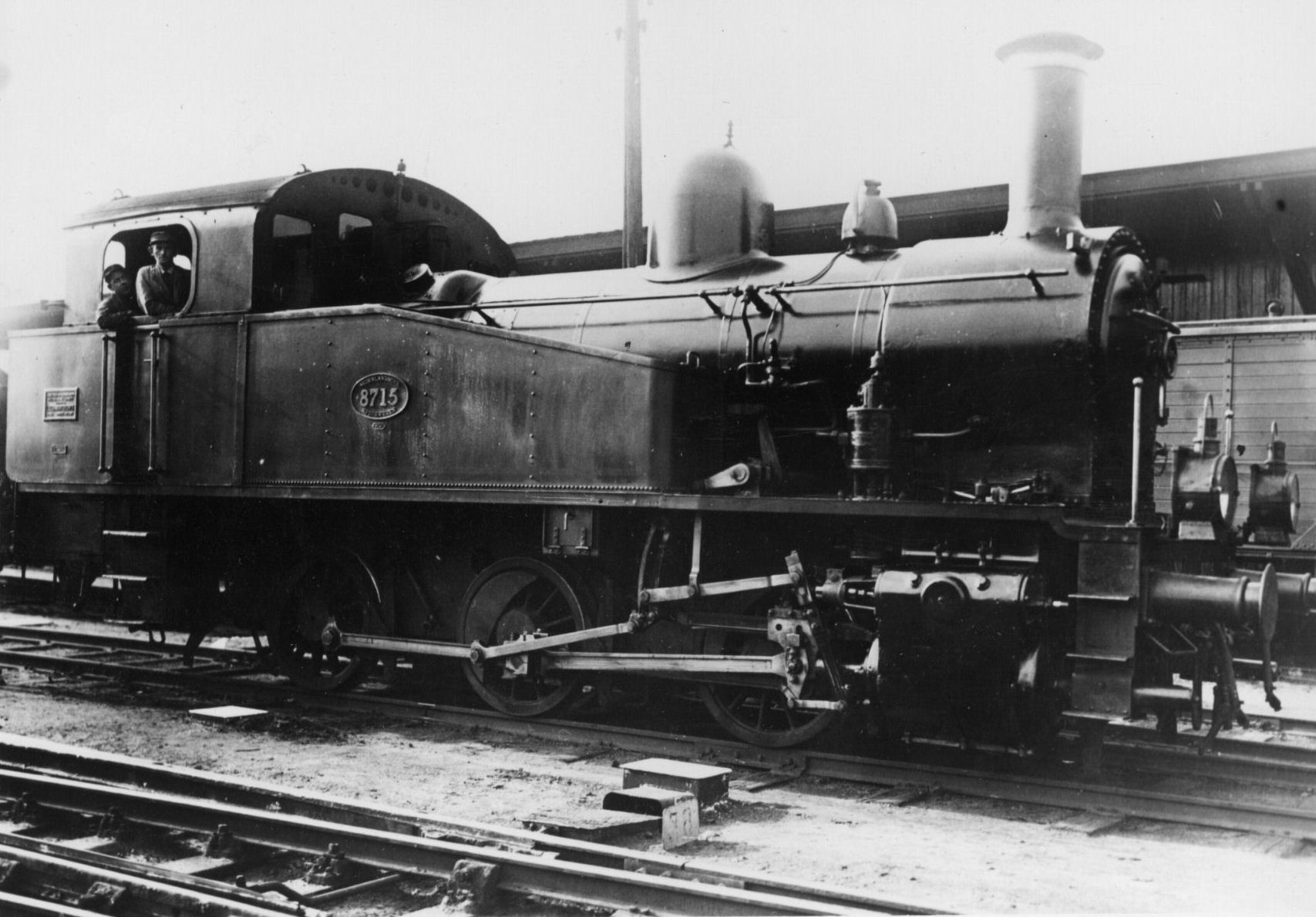
Stoomlocomotief nr. 8715. (Tussen 1922 - 1931)
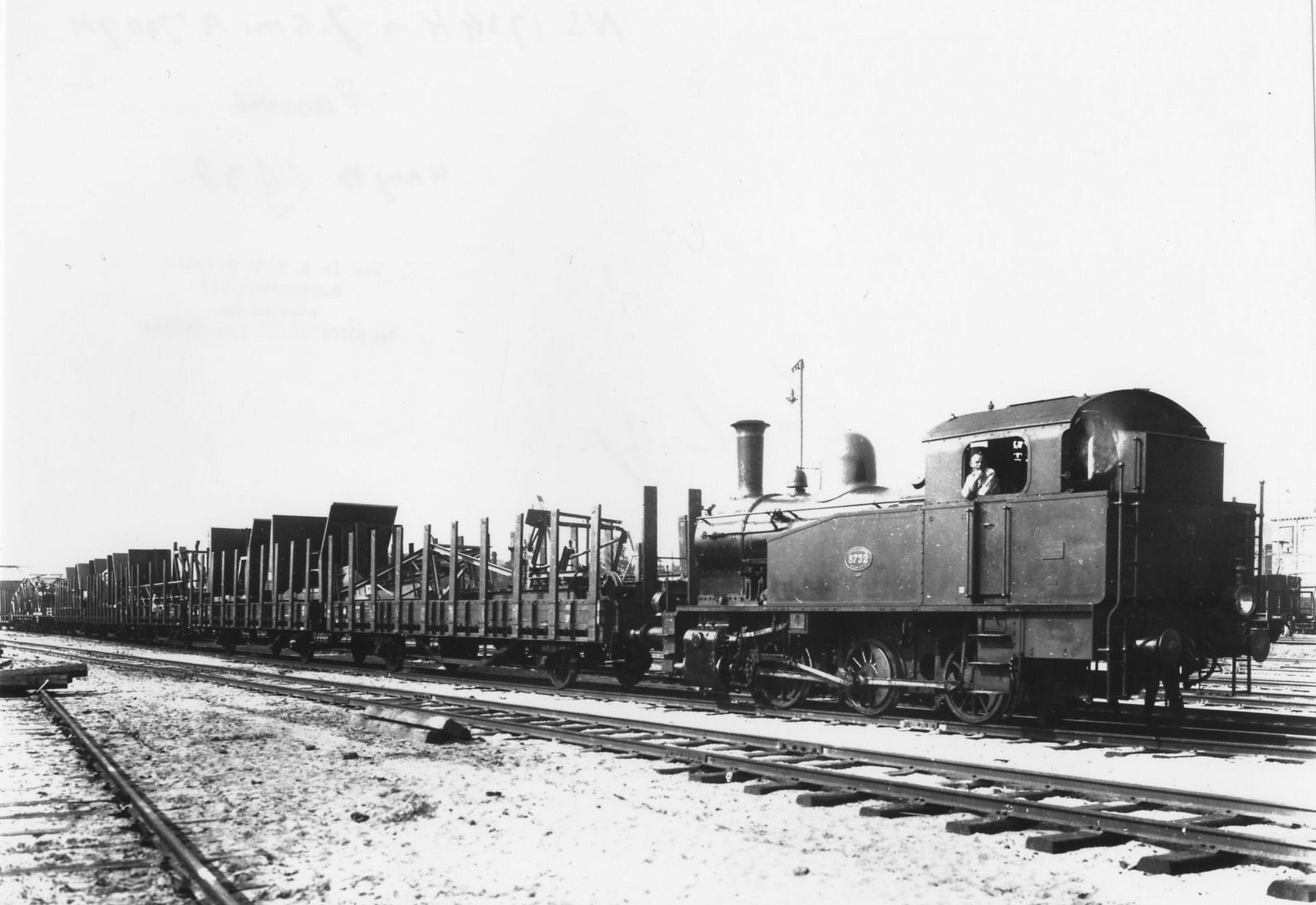
Stoomlocomotief nr. 8732 met een trein bestaande uit beladen rongenwagens met brugdelen van de firma Pannevis te Utrecht. (04-08-1938)
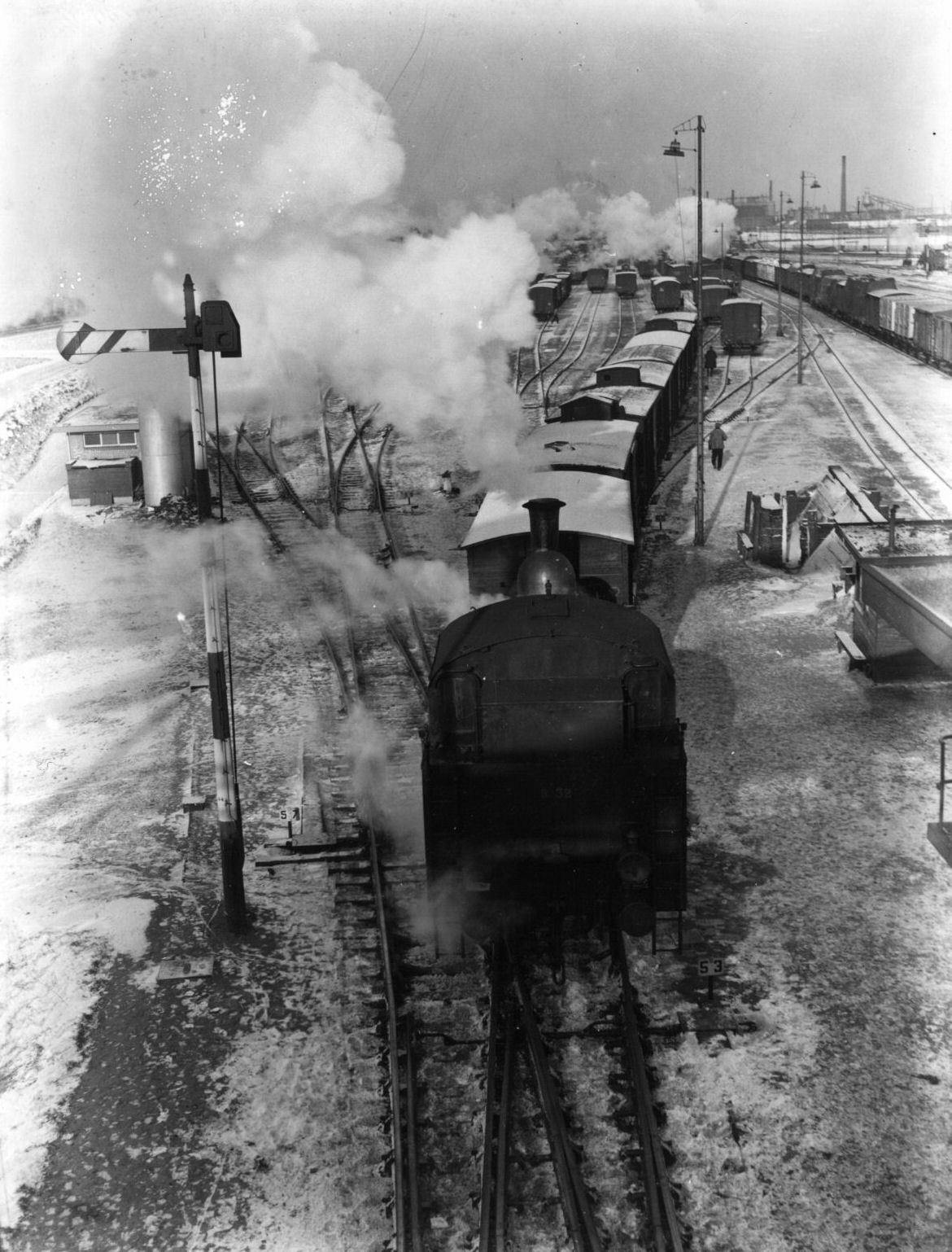
Stoomlocomotief nr. 8732 tijdens rangeren op het goederenemplacement Amsterdam Rietlanden. (Tussen 1946 - 1950)
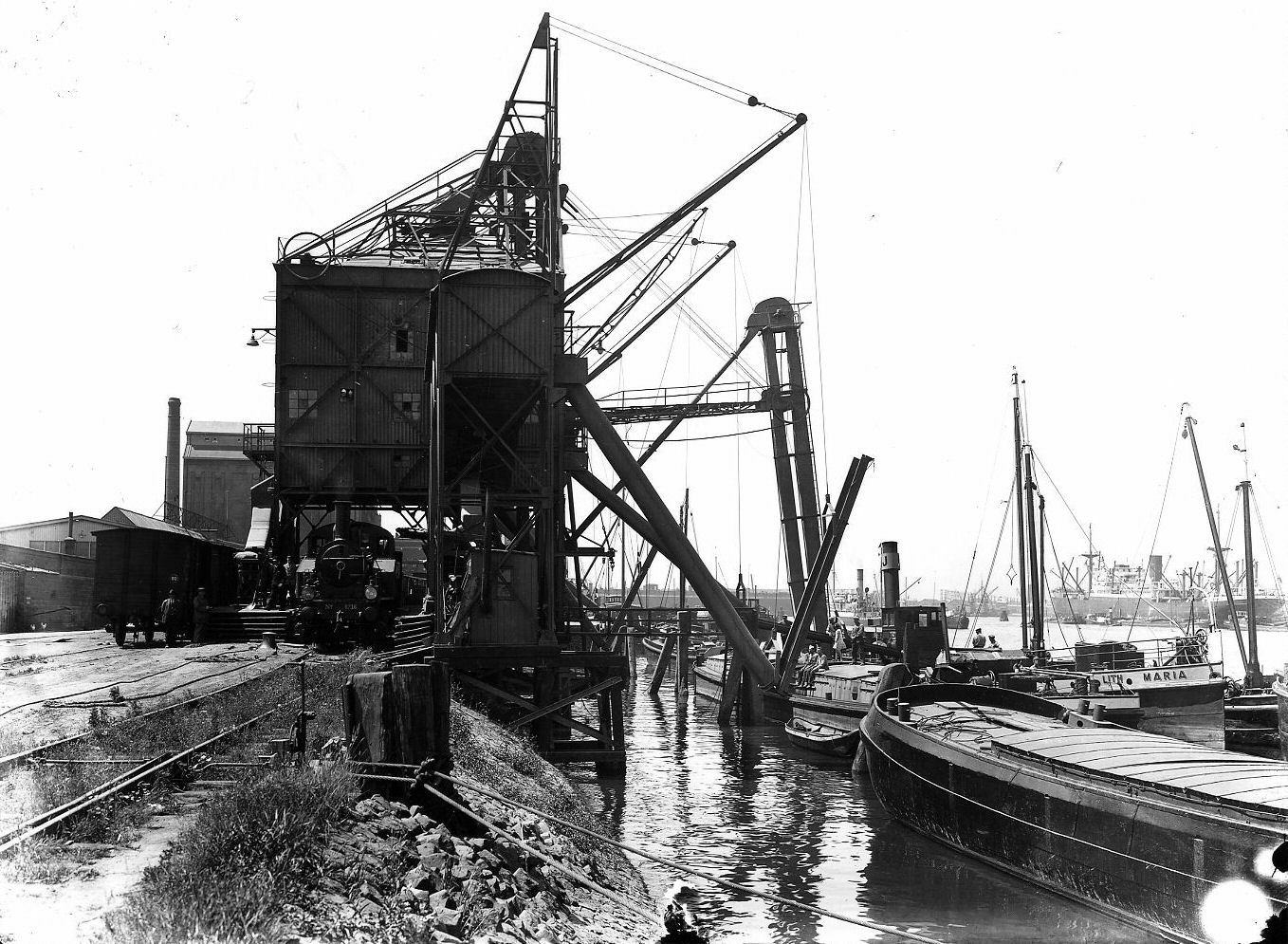
Gezicht op de graanelevator aan de Maashaven te Rotterdam, met links op de kade de stoomlocomotief nr. 8716. (Tussen 1925 - 1935)
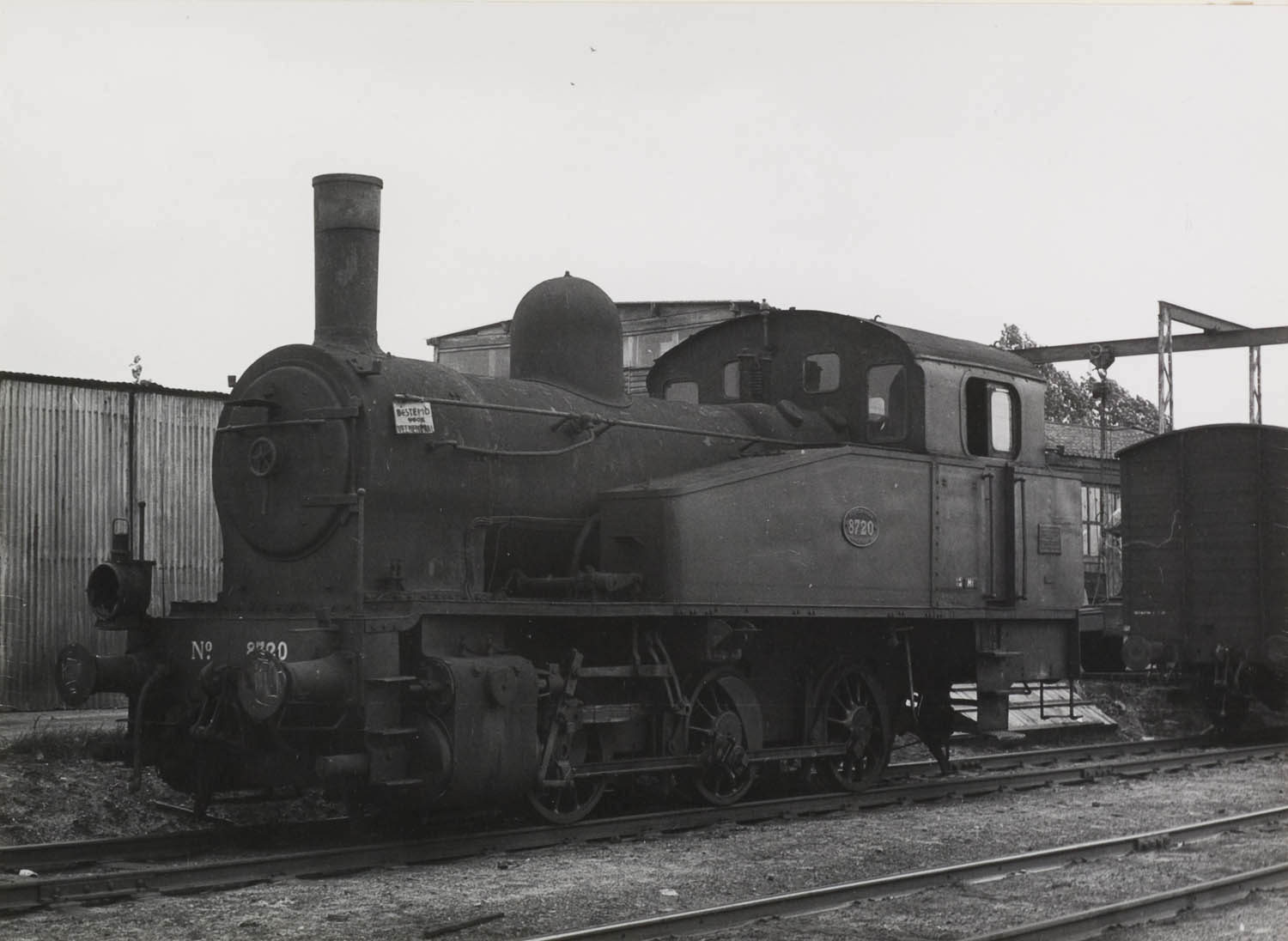
NS 8720 In afwachting van sloop (05-10-1957)